# Lâu đài Holíč
Lâu đài Holíč (tiếng Slovakia: Holíčsky hrad) là một lâu đài tọa lạc tại thị trấn Holíč, vùng Trnava, Slovakia. Ngày 14 tháng 9 năm 1963, lâu đài này được ghi danh vào Danh sách Di tích Trung ương. Năm 1970, theo Nghị quyết của Chính phủ SSR, lâu đài cùng khu phức hợp được công nhận là di tích văn hóa quốc gia.

## Lịch sử
Một số sự kiện lịch sử nổi bật của lâu đài Holíč:
- Thế kỷ 12: Wywar (Lâu đài Mới) là tên gọi lâu đời nhất của lâu đài Holíč.
- Năm 1315: Lâu đài trở thành đối tượng tranh chấp giữa quân đội của Matúš Čák Trenčiansky và quân đội Séc.
- Nửa đầu thế kỷ 14: Một cung điện có hai tháp được xây dựng ở khu dân cư.
- Thế kỷ 15: Cung điện được mở rộng thêm một cánh khác. Pháo đài được xây dựng lại.
- Năm 1627: Gabriel Bethlen chinh phục lâu đài.
- Thế kỷ 17: Một pháo đài mới với một lối đi ngầm được xây.
- Năm 1736: Khu phức hợp lâu đài trở thành tài sản của František Lotrinský.
- Giai đoạn 1749–1754: Dinh thự hoàng gia được các kiến trúc sư J. N. Jadot (người Pháp) và sau đó là F. A. Hillebrandt (người Áo) xây dựng. J. B. Chamant đảm nhận việc trang trí các không gian nội thất. Pháo đài (ban đầu mang phong cách kiến trúc thời Phục hưng) đã được xây dựng lại thành một tòa nhà theo lối kiến trúc Baroque gồm ba cánh.[4]
- Năm 1918: Khu bất động sản này được chuyển giao cho nhà nước Séc-Slovakia.
- Năm 1974: Nơi đây được cải tạo nhằm phục vụ cho các mục đích xã hội.